# Goewin
Goewin ist in der keltischen Mythologie von Wales die „Fußhalterin“ des Königs Math von Gwynedd.

## Mythologie
Im „Vierten Zweig des Mabinogi“ (Math fab Mathonwy, „Math, der Sohn Mathonwys“) hat Math die Jungfrau Goewin als seine schöne Fußhalterin, denn der König kann nur existieren,
[...] wenn er seinen Fuß auf die Spalte setzte, die zwischen den Schenkeln einer Jungfrau klafft.
Goewin ist die Tochter Pebins aus Dôl Bebin in Arfon und wird als das schönste Mädchen dieser Zeit geschildert. Da Maths Neffe Gilfaethwy sich in Goewin verliebt hat, verspricht sein Bruder Gwydyon, ihm zu helfen und provoziert einen Krieg gegen Pryderi, so dass Math seine Fußhalterin verlassen muss. Jedoch statt Gilfaethwy vergewaltigt Gwydyon Goewin (in einer anderen Version ist doch Gilfaethwy der Täter). 
Und man steckte Goewin, die Tochter Pebins, mit Gilfaethwy zusammen in das Bett Maths, des Sohnes Mathonwys, dass sie miteinander schlafen sollten. Und auf schändliche Weise zwang man die Mägde, den Raum zu verlassen, und vergewaltigte sie in jener Nacht.
Diese kann deshalb ihr Amt als Fußhalterin nicht mehr ausüben, da dies nur einer Jungfrau möglich ist. Als Math in sein Reich zurückkehrt, erfährt er von Goewins Schicksal und bietet ihr an, sie zu heiraten und aus der symbolischen Funktion der Fußhalterin wird sie zur realen Königin. Math bestraft seine Neffen, indem er sie für die Zeit von drei Jahren in Hirsch und Hirschkuh, Eber und Sau, Wolf und Wölfin verwandelt. Er nimmt ihnen ihre Jungen ab, die er in menschliche Kinder verwandelt: Bleiddwn, Hyddwn und Hychdwn.
In der weiteren Handlung des „Vierten Zweiges“ hat Goewin keine Funktion mehr.